# 전장의 우정
《전장의 우정》(영어: Yanks)은 영국에서 제작된 존 슐레진저 감독의 1979년 드라마 영화이다. 리처드 기어 등이 출연하였고, 조세프 잔니 등이 제작에 참여하였다.

## 줄거리
제2차 세계 대전 시절 작은 북잉글랜드 마을에 노르망디 상륙 준비를 위한 미국 육군 진지가 세워지면서 소위 양크들이 몰려들어 주둔한다. 연인과 남편을 전장으로 보낸 마을 여성 몇이 이들과 사랑에 빠진다. 

## 출연진
- 리처드 기어
- 리사 아이크혼
- 버네사 레드그레이브
- 윌리엄 더베인
- 칙 버네라
- 웬디 모건
- 레이철 로버츠
- 토니 멜로디
- 마틴 스미스
- 데릭 톰프슨
- 사이먼 해리슨
- 조앤 힉슨
- 알린 딘 스나이더
- 애니 로스
- 존 래천버거
- 조지 해리스
- 에버렛 맥길
- 앨 매슈스
- 유진 리핀스키
- 스티븐 휘터커

## 기타 제작진
- 미술: 브라이언 모리스
- 의상: 셜리 러셀

## 우리말 녹음
KBS 성우진 (1998년 2월 15일)
- 이정구 - 맷 (리처드 기어)
- 손정아 - 헬렌 (버네사 레드그레이브)
- 송두석 - 존 (윌리엄 더베인)
- 홍승섭 - 대니 (칙 버네라)
- 성병숙 - 몰리 (웬디 모건)
- 최옥희
- 조동희
- 김혜미
- 서광재
- 김관진
- 김소형